# Steven Alzate
Steven Alzate (Camden, Inglaterra, Reino Unido, 8 de septiembre de 1998) es un futbolista colombo-británicoque juega de centrocampista para el Atlanta United F. C. de la Major League Soccer de los Estados Unidos.

## Trayectoria

### Leyton Orient
Alzate hizo su debut en la Football League como suplente en la segunda mitad de Sandro Semedo en la derrota por 4–1 contra Stevenage el 28 de febrero de 2017. Marcó su primer gol en la victoria por 4-0 con Newport County A. F. C. el 4 de marzo de 2017.

### Brighton & Hove Albion
El 31 de julio de 2017, Alzate firmó con Brighton & Hove Albion por un valor desconocido.

### Swindon Town
El 2 de julio de 2018, Alzate se unió al Swindon Town de la Football League Two en un préstamo durante toda la temporada. Su primer gol para el club llegó el 22 de septiembre, contra Yeovil Town F. C., cuando anotó con un strike de 20 yardas. El 1 de enero de 2019, Alzate fue descartado por al menos tres meses después de que le diagnosticaron una fractura por estrés en la espalda. El acuerdo de préstamo expiró el 9 de enero y Alzate regresó a Brighton.

### Brighton & Hove Albion
Alzate hizo su debut con Las Gaviotas en la Cup EFL el 27 de agosto de 2019, donde jugó todo el partido en la victoria por 2-1 contra Bristol Rovers. Alzate fue convocado en el banco de suplentes para un partido de la Premier League por primera vez en el empate 1–1 en casa contra Burnley el 14 de septiembre. Siguió siendo suplente y sin tenerlo en cuenta. Alzate hizo su debut en la Premier League el 21 de septiembre jugando el partido completo en el empate 0-0 con Newcastle. Hizo su debut en casa el 5 de octubre, donde comenzó el partido que fue contra el Tottenham Hotspur donde The Albion silenció a los Spurs en la victoria por 3-0. El 23 de enero de 2021 marcaría su primer gol y además asistió en el triunfo del Brighton & Hove Albion 2-1 sobre el Blackpool F. C. por la FA Cup. Su primer gol en la Premier League lo marca el 3 de febrero dándole la histórica victoria por la mínima contra el Liverpool F. C. en Anfield siendo la figura del partido.

## Selección nacional
El 6 de noviembre de 2019, Alzate recibiría su primer llamado a la Selección Colombia por parte del entrenador portugués Carlos Queiroz para los partidos contra Perú y Ecuador, jugando en ambos encuentros con el dorsal 10. El 2 de octubre de 2020 es convocado por la tricolor para las Eliminatorias Sudamericanas 2022 en los partidos contra Venezuela y Chile, descartando por completo jugar con Inglaterra. El 9 de octubre debutó entrando en la segunda parte por James Rodríguez en la goleada 3-0 sobre Venezuela.

### Participaciones enEliminatorias al Mundial
| Eliminatoria               | Sede del Mundial | Posición | Resultado | PJ | GA | Asis |
| -------------------------- | ---------------- | -------- | --------- | -- | -- | ---- |
| Eliminatorias Mundial 2022 | Catar            | 6°lugar  | Eliminado | 3  | 0  | 0    |

## Estadísticas

### Clubes
| Club                                    | Div.          | Temporada     | Liga  | Liga  | Liga   | Copas nacionales | Copas nacionales | Copas nacionales | Copas internacionales | Copas internacionales | Copas internacionales | Total | Total | Total  |
| Club                                    | Div.          | Temporada     | Part. | Goles | Asist. | Part.            | Goles            | Asist.           | Part.                 | Goles                 | Asist.                | Part. | Goles | Asist. |
| --------------------------------------- | ------------- | ------------- | ----- | ----- | ------ | ---------------- | ---------------- | ---------------- | --------------------- | --------------------- | --------------------- | ----- | ----- | ------ |
| Leyton Orient F. C. Inglaterra          | 4.ª           | 2016-17       | 12    | 1     | 2      | -                | -                | -                | -                     | -                     | -                     | 12    | 1     | 2      |
| Leyton Orient F. C. Inglaterra          | Total club    | Total club    | 12    | 1     | 2      | -                | -                | -                | -                     | -                     | -                     | 12    | 1     | 2      |
| Swindon Town F. C. Inglaterra           | 4.ª           | 2018-19       | 22    | 2     | 4      | 4                | 1                | 0                | -                     | -                     | -                     | 26    | 3     | 4      |
| Swindon Town F. C. Inglaterra           | Total club    | Total club    | 22    | 2     | 4      | 4                | 1                | 0                | -                     | -                     | -                     | 26    | 3     | 4      |
| Brighton & Hove Albion F. C. Inglaterra | 1.ª           | 2019-20       | 19    | 0     | 0      | 2                | 0                | 1                | -                     | -                     | -                     | 21    | 0     | 1      |
| Brighton & Hove Albion F. C. Inglaterra | 1.ª           | 2020-21       | 15    | 1     | 0      | 2                | 1                | 1                | -                     | -                     | -                     | 17    | 2     | 1      |
| Brighton & Hove Albion F. C. Inglaterra | 1.ª           | 2021-22       | 9     | 0     | 0      | 3                | 0                | 0                | -                     | -                     | -                     | 12    | 0     | 0      |
| Brighton & Hove Albion F. C. Inglaterra | 1.ª           | 2022-23       | -     | -     | -      | 1                | 1                | 0                | -                     | -                     | -                     | 1     | 1     | 0      |
| Brighton & Hove Albion F. C. Inglaterra | Total club    | Total club    | 43    | 1     | 0      | 8                | 2                | 2                | -                     | -                     | -                     | 51    | 3     | 2      |
| Standard de Lieja · Bélgica             | 1.ª           | 2022-23       | 27    | 3     | 5      | 2                | 0                | 0                | -                     | -                     | -                     | 29    | 3     | 5      |
| Standard de Lieja · Bélgica             | 1.ª           | 2023-24       | 24    | 2     | 4      | 1                | 0                | 0                | -                     | -                     | -                     | 25    | 2     | 4      |
| Standard de Lieja · Bélgica             | Total club    | Total club    | 51    | 5     | 9      | 3                | 0                | 0                | -                     | -                     | -                     | 54    | 5     | 9      |
| Hull City A. F. C. Inglaterra           | 2.ª           | 2024-25       | 28    | 0     | 1      | 1                | 0                | 0                | —                     | —                     | —                     | 29    | 0     | 1      |
| Hull City A. F. C. Inglaterra           | Total club    | Total club    | 28    | 0     | 1      | 1                | 0                | 0                | 0                     | 0                     | 0                     | 29    | 0     | 1      |
| Atlanta United F. C. Estados Unidos     | 1.ª           | 2025          | 1     | 0     | 0      | 0                | 0                | 0                | —                     | —                     | —                     | 1     | 0     | 0      |
| Atlanta United F. C. Estados Unidos     | Total club    | Total club    | 1     | 0     | 0      | 0                | 0                | 0                | 0                     | 0                     | 0                     | 1     | 0     | 0      |
| Total carrera                           | Total carrera | Total carrera | 157   | 9     | 16     | 16               | 3                | 2                | 0                     | 0                     | 0                     | 173   | 12    | 18     |

### Selección
| Selección           | Año   | Amistosos | Amistosos | Amistosos | Mundial | Mundial | Mundial | Continental | Continental | Continental | Total | Total | Total |
| Selección           | Año   | Part.     | Goles     | Asis.     | Part.   | Goles   | Asis.   | Part.       | Goles       | Asis.       | Part. | Goles | Asis. |
| ------------------- | ----- | --------- | --------- | --------- | ------- | ------- | ------- | ----------- | ----------- | ----------- | ----- | ----- | ----- |
| Absoluta · Colombia | 2019  | 2         | 0         | 0         | —       | —       | —       | —           | —           | —           | 2     | 0     | 0     |
| Absoluta · Colombia | 2020  | —         | —         | —         | —       | —       | —       | 2           | 0           | 0           | 2     | 0     | 0     |
| Absoluta · Colombia | 2021  | —         | —         | —         | —       | —       | —       | —           | —           | —           | 0     | 0     | 0     |
| Absoluta · Colombia | 2022  | 2         | 0         | 0         | —       | —       | —       | 1           | 0           | 0           | 3     | 0     | 0     |
| Total               | Total | 4         | 0         | 0         | 0       | 0       | 0       | 3           | 0           | 0           | 7     | 0     | 0     |